# Илиев, Зарах Бинсионович
Зарах Бинсионович Илиев (род. 8 сентября 1966, Красная Слобода, Азербайджанская ССР) — российский предприниматель, девелопер, совладелец группы компаний «Киевская площадь». На март 2024 года состояние бизнесмена Forbes оценивал в $3,3 млрд. Он является одним из богатейших людей России и занимает 1027-ю строчку в рейтинге богатейших людей планеты.
Илиев и его односельчанин Год Нисанов в 1992 году создали компанию «Киевская площадь». На 2024 год «Киевская площадь» владеет торговой, офисной, складской и гостиничной недвижимостью в Москве, а также флотилией на Москве-реке. Среди крупнейших активов — рынок «Садовод», агроцентр «Фуд Сити», гостиница «Украина», гастрономический центр «Депо» и спорткомплекс «Олимпийский». Компания является крупнейшим участником рынка коммерческой недвижимости России и входит в топ-100 крупнейших частных российских компаний по версии Forbes и РБК.
Илиев известен своими тесными связями с российской политической элитой. Его партнёром по множеству проектов «Киевской площади» является одногруппник Владимира Путина Ильгам Рагимов. После начала полномасштабной войны на Украине Илиев попал в санкционные списки США, Великобритании и Украины.

## Биография
Зарах Илиев родился 8 сентября 1966 года в селении Красная Слобода в Азербайджанской ССР. Посёлок также называют «Кавказским Иерусалимом» — это единственное поселение горских евреев на постсоветском пространстве со своим уникальным языком — джуури. Отец Зараха, Бинсион Илиев, был сапожником, а мать занималась домашним хозяйством. Помимо Зараха в семье также было пятеро других детей — трое сыновей и две дочери. С детства отец обучал детей обувному мастерству. В юношеском возрасте Зарах Илиев организовал в Красной Слободе небольшой бизнес — шил головные уборы и продавал их в соседнем городе Куба.
В возрасте 17 лет Илиев переехал в Москву. Там совместно с односельчанином Годом Нисановым он начал заниматься оптовой торговлей на Черкизовском рынке. В 1992 году Илиев и Нисанов создали холдинг «Киевская площадь», занимающийся девеломпентом. Развитию бизнеса на Черкизовском рынке способствовала дружба Илиева с хозяином рынка Тельманом Исмаиловым.

## «Киевская площадь»
Первыми проектами «Киевской площади» стали проекты были ТЦ «Электронный рай», ТЦ «Панорама», ТК «Гранд», АЦ «Москва». Статусным приобретением 2005 года стала одна из сталинских высоток — гостиница «Украина», переименованная после реконструкции в Radisson Collection.
Закрытие Черкизовского рынка в 2009, где Илиев и Нисанов были младшими партнёрами Тельмана Исмаилова, помогло росту их собственного проекта — крупнейшего в Москве вещевого рынка «Садовод», которым они владеют с 2003 года. В том же 2009 году открылся 8-этажный ТРЦ «Европейский» на площади Киевского Вокзала и по Москве-реке стали ходить первые пассажирские суда из флотилии Radisson Royal.
В 2014 году открылся агрокластер «Фуд Сити», занимающий более 120 га. В 2015 году на ВДНХ открылся Центр океанографии и морской биологии «Москвариум», ставший самым большим в Европе научно-познавательным центром с океанариумом в Европе.
В 2017 году компания выкупила спорткомплекс «Олимпийский» у группы компаний «Альянс».
Весной 2019 года «Киевская площадь» открыла в районе станции метро «Белорусская» фудмолл «Депо».
В сентябре 2021 года «Киевская площадь» выкупила 9,8 % акций одного из крупнейших девелоперов массового жилья в России «Самолёт». В 2023 году стало известно, что «ГК Самолёт» застроит жильём и коммерческими недвижимостью 28,4 га в районе Восточное Бирюлево на территорию бывшего рынка «Эмераль», принадлежащего «Киевской площади»
«Киевская площадь» входит в первую сотню рейтинга Forbes «200 крупнейших частных компаний России», в последнем рейтинге 2021 года компания заняла 65-е место с выручкой 160 млрд рублей. В 2024 году «Киевская площадь» стала первой в рейтинге Forbes «Короли российской недвижимости» c доходом от аренды $1,7 млрд.
Входящие в состав «Киевской площади» рынок «Садовод» и агроцентр «Фуд Сити» широко известны большим нелегальным оборотом наличных средств. «Садовод» долгое время был крупнейшим в Москве центром по обналичиванию криптовалюты. Устойчивости бизнеса «Киевской площади» помогают тесные связи с высокопоставленными чиновниками России: директором Службы внешней разведки Сергеем Нарышкиным, бывшим главой «Роскосмоса» Дмитрием Рогозиным, мэром Москвы Сергеем Собяниным и другими. Ключевой партнёр Илиева и Нисанова — одногруппник Владимира Путина Ильгам Рагимов.

## Состояние
Зарах Илиев на протяжении двух десятилей входит в число богатейших людей России. В 2005 году он занимал 71-е место в списке богатейших людей России, тогда его состояние оценивалось в $400 млн. В рейтинге 2023 года он занимает 43-е место с состоянием $2,7 млрд долларов. На начало марта 2024 года глобальный Forbes оценивал его состояние в $3,3 млрд

## Санкции
26 сентября 2022 года, на фоне вторжения России на Украину, «в ответ на проведение российским режимом фиктивных референдумов», Илиев внесён в санкционные списки Великобритании за поддержку или получение выгоды от правительства России, отмечалось, что «Путин продолжает полагаться на клику олигархов и избранных представителей элиты, чтобы финансировать свою войну». 19 октября 2022 года попал в санкционный список Украины так как он «обеспечивает существенный источник дохода для правительства России, инициировавшего военные действия и геноцид гражданского населения в Украине». 12 декабря 2023 года включён в блокирующий санкционный список США как «обеспечивающий существенный источник дохода для правительства России, инициировавшего военные действия и геноцид гражданского населения в Украине». Американские санкции также затронули «Киевскую площадь» и все связанные с ней организации, в которых компании, Илиеву или Нисанову принадлежит напрямую или косвенно доля 50 % и более.

## Благотворительность
Совместно с Нисановым Илиев занимается благотворительностью и отправляет пожертвования фондам «Бумажный журавлик», «Линия жизни», «Подари жизнь», «Бумажный журавлик», «Край добра», а также фонду Оксаны Федоровой. На пожертвования Илиева было обновлено убранство храма художественно-производственного предприятия «Софрино». Он также перечислял благотворительное пожертвование спортивному клубу «Динамо», отремонтировал столовую МГУ и помещения в «Петровской академии наук и искусств», совместно с Нисановым вложил 1 млрд рублей в строительство спорткомплекса для Санкт-Петербургского государственного морского технического университета («Корабелки»)
Зарах Илиев является видным представителем еврейской общины России и горско-еврейской диаспоры Москвы. В 2014 году он и Нисанов вложились в строительство московской еврейской школы «Хедер Менахем». По их инициативе в 2019 году в Москве открылся Общинный центр Объединения горских евреев. Они также оказывают помощь родному посёлку Красная Слобода, где в 2020 году открылся первый в мире Музей горских евреев.

## Награды
В 2015 году деятельность Илиева была отмечена премией Федерации еврейских общин России «Скрипач на крыше» в номинации «Благотворительность». В том же году Илиев был награждён знаком «Почетный строитель России».

## Личная жизнь
Зарах Илиев женат, у него двое сыновей: Бен-Цион и Вадим.
Для обхода западных санкцией Илиев купил «золотой паспорт» Доминиканы для себя, своих сыновей и ещё трёх родственников. По данным «Аль-Джазиры» в 2018 году Илиев мог получить «золотой паспорт» Кипра.
Вместе с гостиницей «Украина» Илиеву и Нисанову досталась коллекция из 1200 полотен соцреалистов: Александра Дейнеки, Аристарха Лентулова, Дмитрия Налбандяна, Николая Ромадина, Михаила Суздальцева, коллектива Кукрыниксы и других мастеров. Эти картины были отреставрированы на личные средства предпринимателей. Интересуется живописью, а также увлекается рыбалкой. Там же в «Украине» расположен личный офис Илиева.
У Илиева также есть несколько патентов на изобретения, включая патент на вращающийся логотип ТЦ «Европейский».